# Ritratto di Enrico VIII

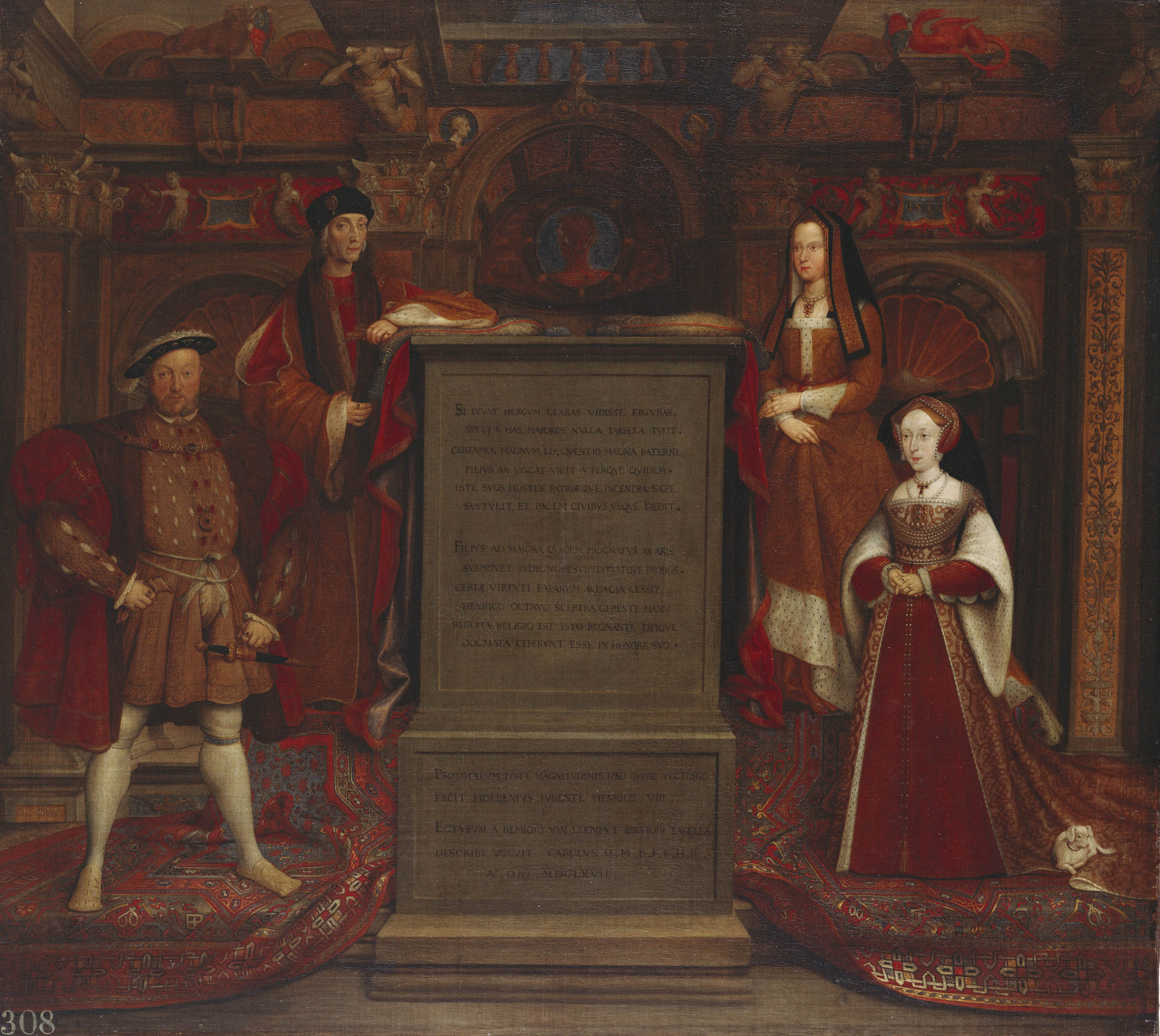
Copia dell'affresco di Whitehall, commissionata da Carlo II d'Inghilterra, 1667

Il ritratto di Enrico VIII è un'opera perduta di Hans Holbein il Giovane che raffigurava re Enrico VIII d'Inghilterra. Venne distrutta da un incendio nel 1698, ma di essa ad oggi esistono molte copie che hanno contribuito a renderla un dipinto molto famoso. È una delle immagini più iconiche di Enrico ed è uno dei ritratti più famosi di un monarca inglese. L'originale venne creato nel 1536–1537 come parte di un affresco avente per tema la dinastia dei Tudor al palazzo di Whitehall di Londra.

## Il dipinto
Hans Holbein il Giovane, originario della Germania, era stato nominato pittore di corte da Enrico VIII nel 1536. Il dipinto venne commissionato per decorare la camera privata di Enrico al nuovo palazzo di Whitehall. Enrico spese notevoli somme per decorare i 93.000 m2 totali di residenze che aveva confiscato al cardinale Thomas Wolsey dopo la sua caduta. L'affresco originale doveva rappresentare quattro figure su un basamento di marmo: Enrico, sua moglie Jane Seymour, e i suoi genitori, Enrico VII ed Elisabetta di York. L'affresco, commissionato durante il breve matrimonio tra Enrico e Jane Seymour, venne completato nel 1537.
Enrico è raffigurato in posa senza alcun segno reale come una spada, una corona o uno scettro. Questo fatto era comune nella pittura regia del periodo, come accadeva nei ritratti che Tiziano fece ai membri della famiglia degli Asburgo o in altre famiglie reali francesi o tedesche. Holbein era invece intenzionato a mostrare la maestà di Enrico attraverso la sua postura aggressiva che lo rappresenta in piedi, orgoglioso, che guarda in faccia lo spettatore. Le sue gambe sono leggermente divaricate e le braccia sono poste quasi sui fianchi come un guerriero in atto di sfida. In una mano tiene i guanti, mentre nell'altra trattiene un cordone di sostegno del pugnale che gli pende dalla cintura. I vestiti di Enrico sono ricchi ed ornati, come segno di opulenza. Da notare in particolare il ricamo dell'abito e la precisione con cui esso è raffigurato. Il personaggio indossa molti gioielli tra cui dei grandi anelli e un paio di collane. Il sospensorio che Enrico porta come erano soliti fare i guerrieri medievali, contribuisce ulteriormente ad esaltare la mascolinità dell'immagine.
Il dipinto è stato sovente descritto come un'opera di propaganda progettata per aumentare l'idea della maestà di Enrico ed il suo ruolo nello stato e nella religione, motivo per cui Holbein fa di tutto per raffigurarlo in maniera imponente, anche con qualche accorgimento verosimile. Se si fanno dei confronti con le armature di Enrico VIII giunte sino a noi, si può notare infatti che nella realtà le sue gambe erano più corte di quanto non siano raffigurate nel dipinto. Il dipinto mostra inoltre Enrico giovane e pieno di vitalità, anche se in realtà egli aveva già passato i quaranta ed era stato pesantemente ferito l'anno precedente in un incidente avvenuto durante un torneo. Egli soffriva inoltre di problemi di salute che lo affliggeranno nell'ultima parte della sua vita. Non è chiaro dove l'affresco fosse posto nel palazzo, ma probabilmente esso si trovava nella camera privata o nello studio del re, dove solo pochi prescelti potevano avere l'opportunità di vederlo.
Enrico seppe riconoscere il potere dell'immagine creata da Holbein, ed incoraggiò altri artisti a realizzare delle copie del dipinto da distribuire in varie versioni in tutto il regno, oppure per farne dono ad amici e ambasciatori. Molti nobili ne fecero realizzare delle copie private per mostrare la loro lealtà al sovrano e questo spiega il perché il dipinto sia poi divenuto così famoso, anche malgrado la distruzione del dipinto originale quando il palazzo di Whitehall venne consumato dalle fiamme nel 1698. La fama del dipinto è perdurata tanto che anche l'attore Charles Laughton, che interpretò il ruolo del sovrano nel suo La vita privata di Enrico VIII, modellò la figura del protagonista sul dipinto di Holbein.

## Copie sopravvissute
Un cartone preparatorio realizzato da Holbein per il ritratto di gruppo si trova oggi nella National Portrait Gallery di Londra, e mostra Enrico con suo padre. Il cartone venne utilizzato per fornire la traccia sul muro, picchiettando sacchetti di carboncino lungo le linee principali del disegno, bucherellato. Il cartone ad ogni modo si presenta leggermente differente rispetto alla versione finale. Enrico è infatti raffigurato più tradizionalmente di tre quarti anziché frontalmente come nella versione definitiva. 
Esiste anche un ritratto a mezzobusto di Enrico eseguito da Holbein che attualmente si trova nella collezione del Thyssen-Bornemisza Museum di Madrid. Questo è l'unico ritratto di Enrico eseguito dalla mano di Holbein, ma potrebbe anche trattarsi di uno studio preparatorio per il dipinto ufficiale. In esso Enrico indossa i medesimi abiti dell'affresco finale, ma è raffigurato di tre quarti come nel cartone. Per molti anni questo dipinto ha fatto parte della collezione della famiglia Spencer ed è stato conservato ad Althorp. Problemi finanziari hanno costretto il VII conte Spencer a vendere gran parte della propria collezione artistica, ed il quadro in questione venne acquistato da Heinrich Thyssen.
Le copie del dipinto originale ad oggi presenti sono tutte di altri artisti, anche se in molti casi il nome del copista è sconosciuto. Esse variano molto sia nella qualità che nell'aderenza al soggetto originale. Gran parte delle copie raffigurano solo l'immagine di Enrico, ma una copia di Remigius van Leemput dell'intero affresco si trova oggi nella Royal Collection, ed era un tempo in mostra ad Hampton Court Palace. Questa copia venne realizzata nel 1667 per Carlo II d'Inghilterra. La copia di maggiore qualità e certamente la più nota è quella attualmente presente nella collezione della Walker Art Gallery, la quale venne con tutta probabilità commissionata da Edward Seymour, fratello di Jane.
| Luogo                                                           | Data                                                                   | Note | Immagine |
| --------------------------------------------------------------- | ---------------------------------------------------------------------- | --- | -------- |
| Art Gallery of Ontario                                          | Seconda metà del XVI secolo                                            | Cerchia di Hans Holbein il Giovane |          |
| Castello di Belvoir                                             |                                                                        | |          |
| Dalla collezione del Castello Howard                            | 1542                                                                   | |          |
| Chatsworth House                                                | c. 1560–73                                                             | di Hans Eworth, commissionata probabilmente da William Cavendish |          |
| Palazzo di Hampton Court                                        | 1667                                                                   | Remigius van Leemput, unica copia completa di tutto l'affresco giunta sino a noi |          |
| Holyroodhouse                                                   |                                                                        | |          |
| National Maritime Museum                                        |                                                                        | |          |
| Galleria nazionale d'arte antica, Rome                          |                                                                        | |          |
| Museo nazionale di Varsavia                                     | Anni '40 del Cinquecento                                               | Laboratorio di Hans Holbein il Giovane |          |
| National Portrait Gallery                                       |                                                                        | Cartone preparatorio realizzato da Holbein |          |
| National Portrait Gallery                                       |                                                                        | |          |
| National Portrait Gallery                                       |                                                                        | |          |
| National Portrait Gallery                                       |                                                                        | |          |
| National Portrait Gallery                                       |                                                                        | |          |
| New College, Oxford                                             |                                                                        | |          |
| Parham House                                                    |                                                                        | |          |
| Petworth House                                                  | La dendrocronologia ha datato l'opera ad un periodo successivo al 1525 | Creato dal laboratorio di Holbein |          |
| Royal College of Physicians                                     |                                                                        | |          |
| St Bartholomew's Hospital                                       |                                                                        | Donata nel 1737 |          |
| Thyssen-Bornemisza Museum                                       | c. 1534–1536                                                           | Ritratto preparatorio realizzato da Holbein |          |
| Trinity College, Cambridge                                      | c. 1567                                                                | Eseguito da Hans Eworth, olio su cinque tavole di quercia, 229.6 x 124.1 cm in mostra nella Trinity College's Hall. Venne commissionata ed eseguita nel 1567 da Robert Beaumont, uno dei primi rettori del college.. È stata posta in mostra per un breve periodo di tempo al Fitzwilliam Museum di Cambridge nel 2015 |          |
| Walker Art Gallery                                              | La dendrocronologia ha datato l'opera ad un periodo successivo al 1530 | |          |
| Luogo sconosciuto (venduto da Christie's nel novembre del 2006) | La dendrocronologia ha datato il pannello tra il 1540 ed il 1560       | |          |
| Weiss Gallery, Londra                                           | c. 1600–10                                                             | Dipinto da Sir Henry Lee, rimase a Ditchley Park sino alla sua vendita all'asta dal discendente Harold Arthur Lee-Dillon, XVII visconte Dillon (1844–1932), 24 maggio 1933. |          |
| Castello di Windsor, Royal Collection                           | 1535–44                                                                | |          |
| Castello di Windsor, Royal Collection                           | c. 1538–47?                                                            | |          |
| Castello di Windsor, Royal Collection                           | 1550–1650                                                              | |          |
| Castello di Windsor, Royal Collection                           | 1550–99                                                                | |          |